# ウィリー・デービス (ディフェンシブエンド)
ウィリー・デービス (William Delford Davis、1934年7月24日 - 2020年4月15日）は、ルイジアナ州・リスボン出身のアメリカンフットボールの元選手である。
ディフェンシブエンドとして、1958年シーズンから1969年シーズンまでクリーブランド・ブラウンズ、グリーンベイ・パッカーズで12年間プレーした。
デービスは、グランブリング州立大学でカレッジフットボールをプレーした後
、1956年のNFLドラフトでクリーブランド・ブラウンズから15巡目全体181番目で指名を受けたが、すぐに入団せず、2年間アメリカ陸軍に入隊した後に1958年シーズンからプロ生活を始めた。
2年間クリーブランド・ブラウンズでプレーした後、グリーンベイ・パッカーズに移籍し、名将ヴィンス・ロンバルディの下、5回のNFLチャンピオン、2回のスーパーボウル制覇（第1回・第2回）に貢献した。
1981年、プロフットボール殿堂入り。
2020年4月15日、腎不全により死去した。